# Khuddam ul-Ahmadiyya

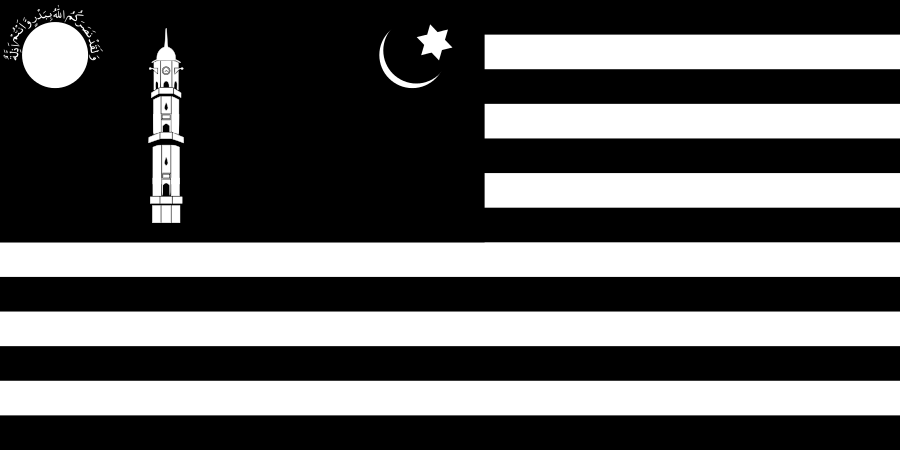
Flagge der Madschlis Khuddam ul-Ahmadiyya (MKA)

Offizielles Logo der Madschlis Khuddam ul-Ahmadiyya Deutschland (MKAD)

Die Khuddam ul-Ahmadiyya (Urdu خدام الاحمدیہ ‚Diener der Ahmadiyyat‘ oder auch Ahmadiyya Jugend) ist die Jugendorganisation der Ahmadiyya Muslim Jamaat KdöR. Sie wurde am 4. Februar 1938 von Mirza Baschir ud-Din Mahmud Ahmad, dem zweiten Khalifat ul-Massih der Glaubensgemeinschaft, gegründet und besteht in Deutschland seit 1973 mit Hamburg als erstem Regionalverband. Seit 2013 ist die Jugendorganisation rechtlich als gemeinnütziger eingetragener Verein mit Sitz in Frankfurt tätig.

## Motto
Das Motto der Organisation lautet Keine Reform der Nationen ohne Reform der Jugend.

## Struktur und Führung

### Mitgliedschaft
Mitglied ist jeder männliche Ahmadi bis 40 Jahre. Mitglieder bis 15 Jahre werden Atfal genannt. Khuddam ul-Ahmadiyya bedeutet wörtlich übersetzt so viel wie „Diener der Ahmadiyyat“. Sinngemäß übersetzt bedeutet „Khadim“ (Singular von Khuddam) „(Junger) Diener“. Ab 40 Jahren wird man automatisch Mitglied in der Ansarullah.

### Gliederungen

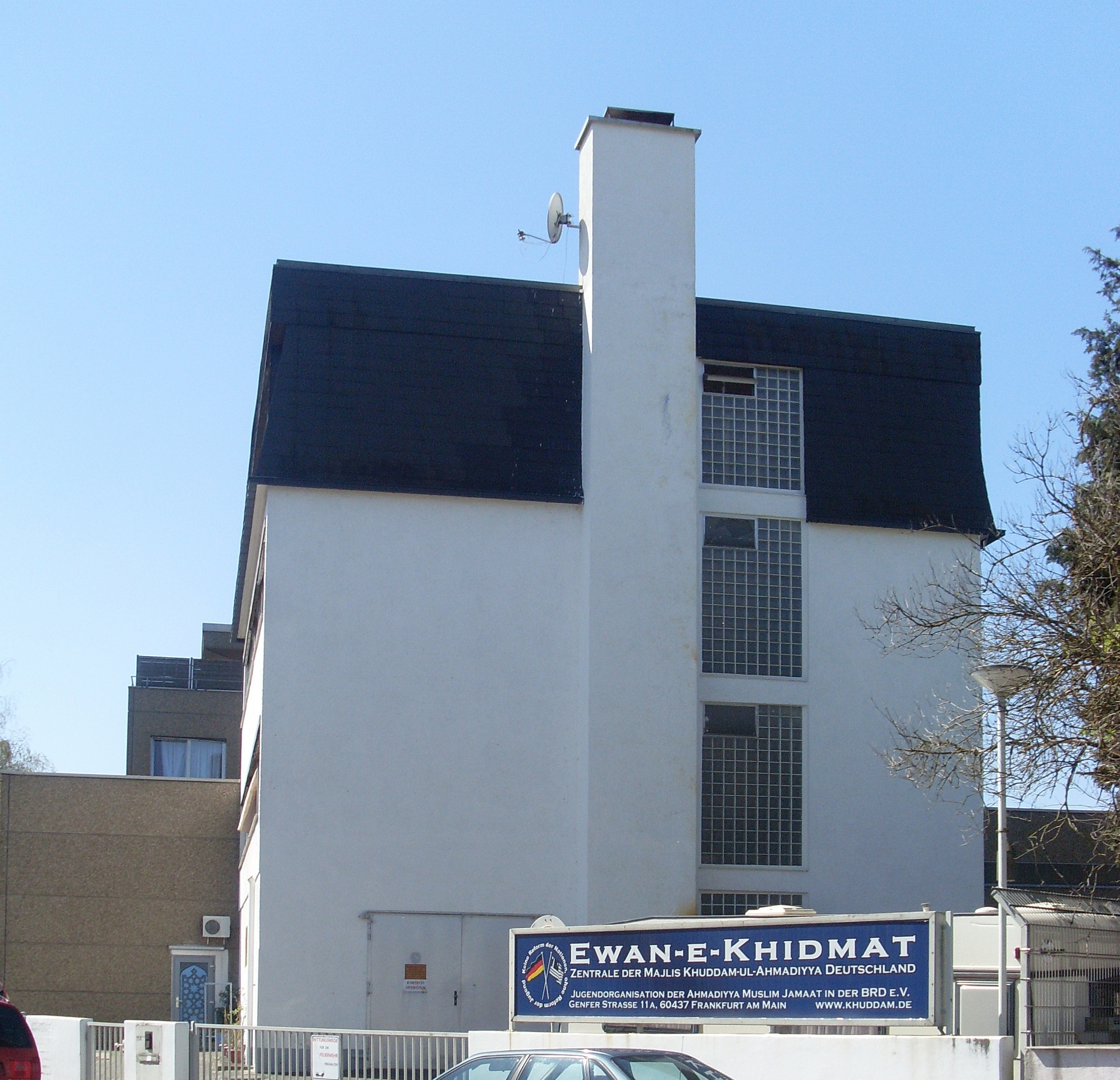
Ewan-e-Khidmat – Zentrale der Khuddam ul-Ahmadiyya Deutschland

Die Khuddam ul-Ahmadiyya wird in den einzelnen Ländern vom jeweiligen nationalen „Sadr Majlis“ (Präsident) geleitet und teilt sich in mehreren Abteilungen (Schobas) wie Bildung, religiöse Erziehung und Finanzen etc. auf. Sowohl für alle Abteilungen als auch für viele Prozesse gibt es festgeschriebene Vorgaben in einem „Laih-e-Amal“ (Leitfaden) und ist für Basisaufgaben notwendig. Lange Zeit unterlagen alle nationalen Sektionen der Khuddam ul-Ahmadiyya in Pakistan, bis der Kalif in einer Freitagsansprache 1989 die Unterorganisation dezentralisierte und der jeweiligen nationalen Sektion der Ahmadiyya Muslim Jamaat zuordnete.
Die Khuddam ul-Ahmadiyya Deutschland e. V. hat etwa 10000 Mitglieder (Khuddam) in 24 Regionen mit über 240 Majalis (lokale Gemeinden) deren Gebietsgrenzen die Khuddam ul-Ahmadiyya entsprechend dem eigenen Bedarf selbst festlegt. Sowohl in den Regionen als auch in den Madschlis werden alle Abteilungen der Khuddam ul-Ahmadiyya widergespiegelt. Diese führen ebenfalls Aktivitäten nach dem Laih-e-Amal, Angaben der Zentrale und entsprechend ihrer Bedürfnisse durch. Die Madschlis wird vom jeweiligen Qaid (Leiter) geleitet, der zuvor nach einer Qaid-Wahl dem nationalen Sadr vorgeschlagen wird und von diesem auch zum Qaid bestätigt wird.
In den Regionen und Zonen besteht ebenfalls ein ähnliches Gremium, ist jedoch nur für die Unterstützung der Majlis und für die Durchführung von regionalen Programmen zuständig. Der Sitz der Khuddam ul-Ahmadiyya ist in Frankfurt und das Gebäude der Khuddam ul-Ahmadiyya nennt sich „Ewan-e-Khidmat“ (Haus der Dienste).

## Veranstaltungen
Die Majlis Khuddam ul-Ahmadiyya (MKA) organisiert Veranstaltungen verschiedenster Art, darunter das Nationale Ijtema, Regionale Ijtema, Tarbiyyat Camps, Interreligiöse Dialoge und Veranstaltungen, die dem sozialen Engagement der Mitglieder dienlich sind. Die Khuddams sollen derart ausgebildet werden, dass sie selbstlos der Gesellschaft und anderen Menschen nutzen.

### Nationale Ijtema
Die größte Versammlung der Khuddam ul-Ahmadiyya ist das jährliche National Ijtema (auch Salana Ijtema). Das nationale Ijtema wurde in Deutschland 1980 zum ersten Mal veranstaltet und findet derzeit auf dem KMK-Messegelände in Karlsruhe statt. Alle jungen Mitglieder der Gemeinde treffen sich für drei Tage, um sich spirituell weiterzuentwickeln und sich in diversen Wettkämpfen sportlicher und intellektueller Art zu messen.

### Bildungs- und Wirtschaftsmesse
Jährlich wird in der Messehalle Karlsruhe zusammen mit dem National Ijtema auch eine Bildungs- und Wirtschaftsmesse veranstaltet und Unternehmen, Selbständige, Studenten und Schüler eingeladen. Bei dieser Informationsveranstaltung informieren Wirtschaftsunternehmen aus Deutschland, die Khuddam über Studien- und Ausbildungsmöglichkeiten.

## Soziales Engagement
Gemeinsam mit der NGO Humanity First hilft die Khuddam ul-Ahmadiyya in Deutschland und im Ausland bei Naturkatastrophen und humanen Projekten. Sie ist aber auch selbständig tätig und organisiert zur Verständigung zwischen den Generationen Besuche in Altenheimen und leistet auch ehrenamtliche Hilfe, beispielsweise bei der Reinigung der Straßen nach dem Silvesterfest.

### Charity Walk And Run

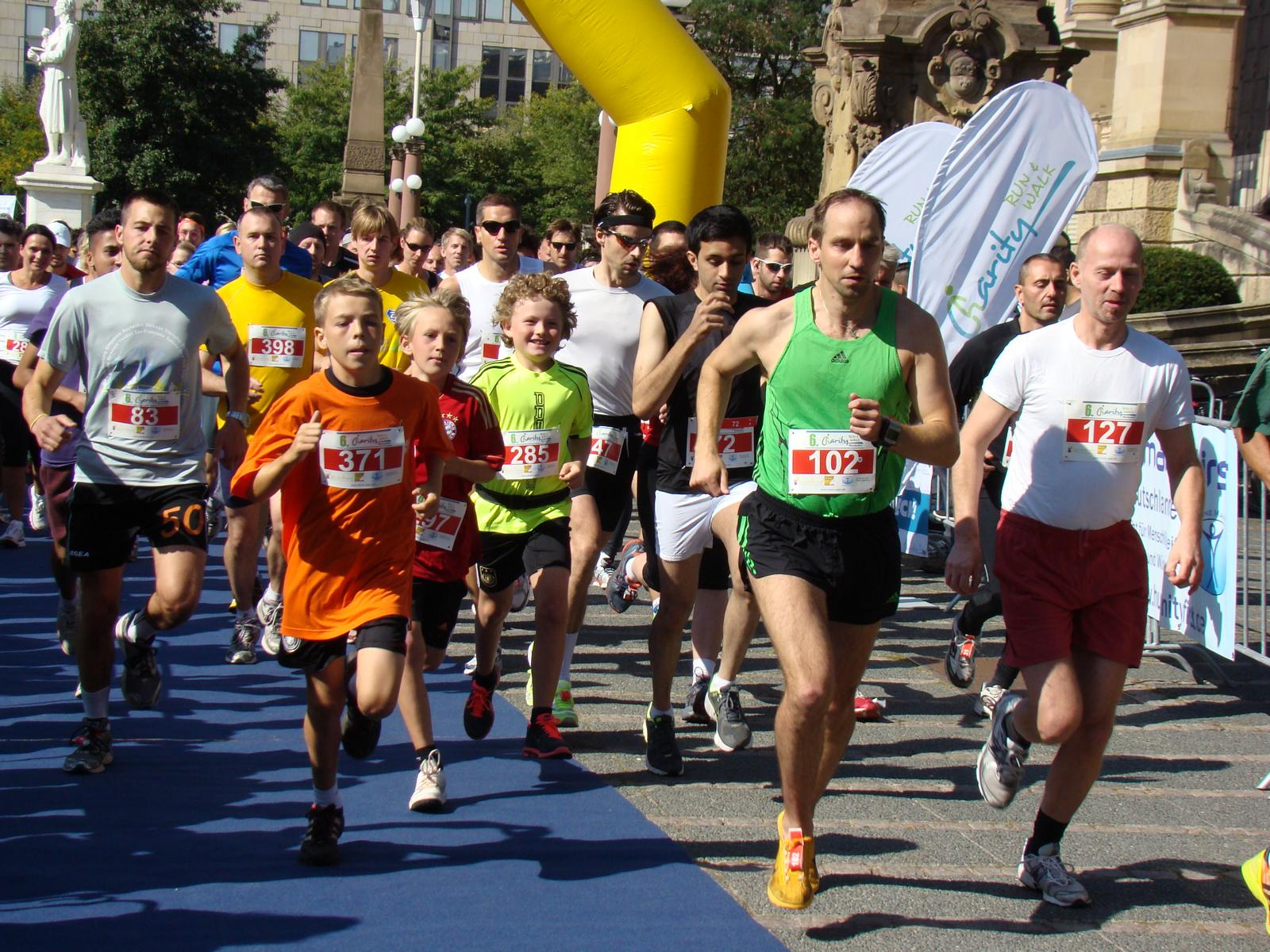
Charity Walk And Run in Wiesbaden beim Start

Die Khuddam ul-Ahmadiyya Deutschland organisiert in verschiedenen Städten in Deutschland Wohltätigkeitsläufe unter dem Namen Charity Walk and Run. Ein erster Charity Walk And Run wurde 1985 von der Jugendorganisation der Ahmadiyya Muslim Jamaat in London gestartet. Nach diesem Vorbild wurde 2007 in Deutschland ein erster Wohltätigkeitslauf in Koblenz durchgeführt, später auch in Wiesbaden, Bremen und Offenbach am Main. Die Einnahmen dieser Läufe werden an lokale Kinderhilfsorganisationen gespendet. Im Jahr 2012/2013 war Charity Walk & Run Wiesbaden einer von 25 Finalisten der startsocial-Wettbewerbs und wurde im Bundeskanzleramt geehrt. Das Motto des Benefizlaufs lautet „Laufen, Begegnen, Helfen“ und wird ausschließlich durch Sponsorengelder und Spenden finanziert.

### Blutspende
Die Khuddam ul-Ahmadiyya Deutschland e. V. ruft regelmäßig ihre Mitglieder und Mitbürger zur Blutspende auf und hat seit 2012 eine Initiative unter dem Namen Muslime spenden Blut gestartet. Es werden jährlich mehrere Blutspendenaktionen mit dem DRK-Blutspendedienst veranstaltet, um vor allem Muslime zur Blutspende zu motivieren und ihnen die Notwendigkeit der Blutspende näher zu bringen. Es werden hauptsächlich große Blutspendeaktionen in der Hamburger Bait-ur-Rasheed-Moschee, in Baitus Sabuh Frankfurt und in der Berliner Khadija-Moschee veranstaltet.

### Neujahrsputz
Seit 1998 veranstaltet die MKA Deutschlandweit freiwillige und unentgeltliche Reinigungsaktion am Neujahr, um die Straßen von Silvestermüll zu befreien.
Nach Angaben der Presse beteiligen sich ca. 4.000 Mitglieder der Ahmadiyya Muslim Jamaat am Neujahrsputz, der in 225 Ortschaften in Deutschland zeitgleich durchgeführt wird. Hierbei steht, laut AMJ der folgende Vers des Heiligen Koran im Vordergrund: „Allah gebietet Gerechtigkeit und uneigennützig Gutes zu tun.“ (Sure 16: Vers 91)

### Generationentreff
Beim Generationentreff gehen Kinder und Jugendliche der Ahmadiyya Gemeinde in Seniorenheime um Senioren eine Freude zu bereiten. Mit dem Motto 'Jung trifft Alt wird hierbei eine Begegnung von Jugendlichen mit Senioren ermöglicht. Der Generationentreff findet seit dem Jahr 1997 in verschiedenen Orten Deutschlands statt.